# Taddea Visconti

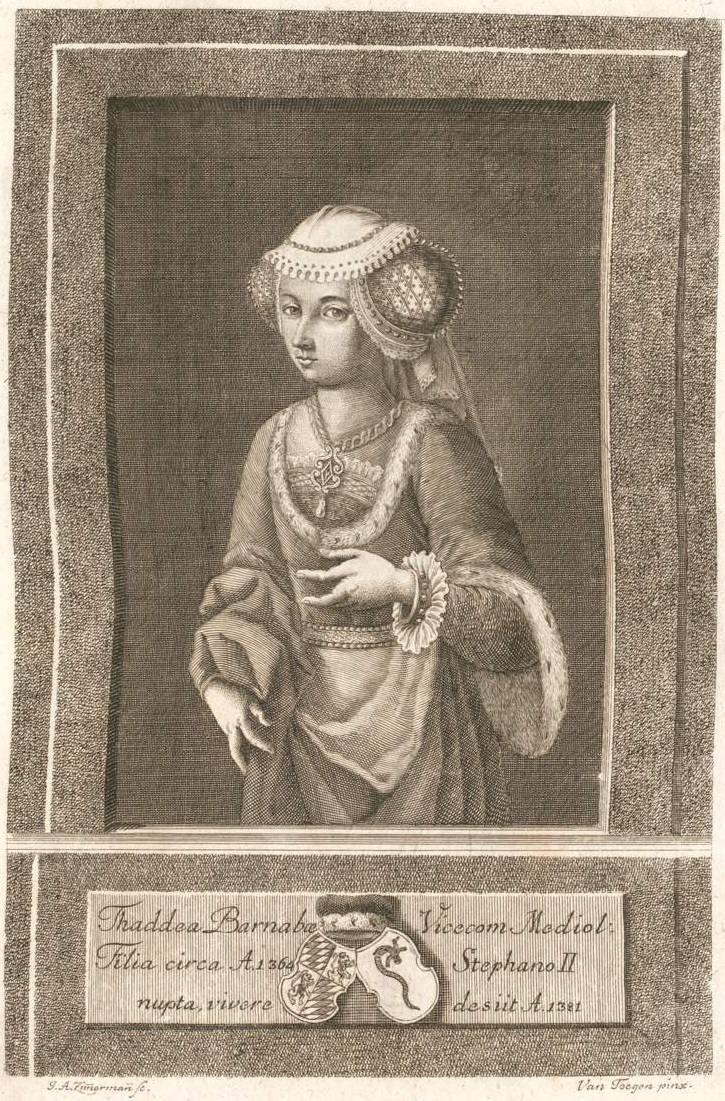
Die etwa 12-jährige Taddea Visconti (ca. 1364). Kupferstich (1733) von Joseph Anton Zimmermann nach einer zeitgenössischen Darstellung

Taddea Visconti (* um 1352; † 28. September 1381), eine der Hunderttausend-Gulden-Töchter des Mailänder Stadtherrn Bernabò Visconti, war von 1367 bis zu ihrem Tod als Ehefrau Stephans III. Herzogin von Bayern.

## Leben
Taddea wurde um 1352 als eines von mindestens 15 Kindern Bernabò Viscontis geboren. Als sich die bayerischen Herzöge 1365 mit ihrem Vater verbündeten, wurde dieses Bündnis durch eine Doppelverlobung besiegelt: Am 12. August 1365 verlobten sich in Mailand Taddea und Stephan III. von Bayern sowie ihr jüngerer Bruder Marco und Stephans Nichte Elisabeth, die vierjährige Tochter seines Bruders Friedrich. Die weiteren Verhandlungen zwischen Wittelsbachern und Visconti sind in neun Urkunden aus den Jahren 1366 und 1367 dokumentiert: Im Oktober 1366 gewann eine bayerische Gesandtschaft Graf Meinhard von Görz als Brautwerber und klärte in Mailand noch offene Fragen, im November schickte Bernabò zum Vertragsabschluss bevollmächtigte Gesandte nach Bayern, die auch die Zustimmung der Habsburger einholten, und im April 1367 wurde schließlich in Mailand die Mitgift übergeben, die stattliche 100.000 Gulden betrug. Auch nach Abzug des Geldes, das seine Nichte Elisabeth mit in die Ehe mit Marco Visconti brachte, blieben Stephan 55.000 Gulden, die er wohl in den Aufbau einer eigenen Teilherrschaft investierte.
Nachdem die Verhandlungen zum Abschluss gekommen waren, machte sich Taddea auf den Weg nach Bayern, wo noch 1367 die Hochzeit stattfand. Danach lebte sie mit ihrem Ehemann Stephan in den verschiedenen Residenzen der bayerischen Herzöge in München, Landshut, Burghausen und Ingolstadt und begleitete ihn auf seinen Reisen. Am 29. September 1376 ist sie mit ihrem Mann und dessen Bruder Friedrich, die seit 1374 schwäbische Reichslandvögte waren, in Augsburg nachgewiesen. Taddea und ihre Schwiegermutter Margaretha von Zollern erhielten an diesem Tag ein Weingeschenk von der Stadt und nahmen an einer abendlichen Tanzveranstaltung zu Ehren der herzoglichen Gäste teil. Als sie 1380, wohl nach längerer Abwesenheit, wieder nach München zurückkehrte, bekam sie von der Bürgerschaft ein Geldgeschenk in Höhe von 10 Pfund. Am 28. September 1381 starb Taddea im Alter von nur 29 Jahren.
Vielleicht wurde Taddea in der Münchener Frauenkirche begraben, ihr Grab wurde bisher jedoch noch nicht gefunden. Ihre beiden Kinder mit Stephan III., Herzog Ludwig VII. von Bayern-Ingolstadt (1368–1447) und Königin Isabeau von Frankreich (1370–1435), bewahrten ihr ein ehrendes Andenken. Ludwig setzte sie in den Fürbitten, die zu seinem Gedächtnis gesprochen werden sollten, an erste Stelle und Isabeau ließ sie in Paris wie die Eltern und Großeltern des Königs mit einem Jahrtag ehren. Noch heute erinnert ein reich verziertes Stundenbuch aus dem 14. Jahrhundert im Bestand der Bayerischen Staatsbibliothek, das die Wappen der Wittelsbacher und der Visconti trägt, an die Verbindung der beiden Familien.